# Diocesi di Mongomo
La diocesi di Mongomo (in latino Dioecesis Mongomensis) è una sede della Chiesa cattolica in Guinea Equatoriale suffraganea dell'arcidiocesi di Malabo. Nel 2021 contava 283.615 battezzati su 354.440 abitanti. È retta dal vescovo Juan Domingo-Beka Esono Ayang, C.M.F.

## Territorio
La diocesi si trova nella parte sud-orientale della Guinea Equatoriale continentale e comprende la provincia Wele-Nzas.
Sede vescovile è la città di Mongomo, dove si trova la cattedrale dell'Immacolata.
Il territorio si estende su 5.478 km² ed è suddiviso in 12 parrocchie.

## Storia
La diocesi è stata eretta il 1º aprile 2017 con la bolla Onerosa pastoralis di papa Francesco, ricavandone il territorio dalla diocesi di Ebebiyín.

## Cronotassi dei vescovi
Si omettono i periodi di sede vacante non superiori ai 2 anni o non storicamente accertati.
- Juan Domingo-Beka Esono Ayang, C.M.F., dal 1º aprile 2017

## Statistiche
La diocesi nel 2021 su una popolazione di 354.440 persone contava 283.615 battezzati, corrispondenti all'80,0% del totale.
| anno | popolazione | popolazione | popolazione | presbiteri | presbiteri | presbiteri | presbiteri                | diaconi | religiosi | religiosi | parrocchie |
| anno | battezzati  | totale      | %           | numero     | secolari   | regolari   | battezzati per presbitero | diaconi | uomini    | donne     | parrocchie |
| ---- | ----------- | ----------- | ----------- | ---------- | ---------- | ---------- | ------------------------- | ------- | --------- | --------- | ---------- |
| 2017 | 155.000     | 159.860     | 97,0        | 25         | 20         | 5          | 6.200                     |         |           | 32        | 11         |
| 2019 | 264.000     | 330.000     | 80,0        | 27         | 23         | 4          | 9.777                     | 1       | 4         | 22        | 12         |
| 2021 | 283.615     | 354.440     | 80,0        | 27         | 23         | 4          | 10.504                    | 1       | 4         | 22        | 12         |